# 对二氯苯
对二氯苯是苯的二个氢被氯原子取代后形成的化合物，分子式为C6H4Cl2，系统命名法写作1,4-二氯苯（英語：1,4-Dichlorobenzene），常用作樟脑丸。

## 性质
熔点53.5℃、沸点174℃。常温下會藉由昇華而散發出強烈氣味，由於其強烈氣味，儘管空氣中只有微量的存在也能聞到氣味。

## 制取
对二氯苯通过苯的取代反应制得：
C6H6  +  2 Cl2  →  C6H4Cl2  +  2 HCl
反应中的主要杂质是1,2取代的异构体邻二氯苯，因为邻二氯苯和氯苯熔点远远低于室温，可利用对二氯苯相对较高的熔点53.5°C，通过分离结晶纯化。

## 用途
对二氯苯作为樟脑丸中最常用的成分，被用于防治霉菌和蛾。它还被用于生产其他防虫剂及用作消毒剂。
对二氯苯是聚苯硫醚的前体：

## 对环境与人体健康的危害
对二氯苯难溶于水，不易被土壤生物分解，与许多芳香烃类相同，对二氯苯是脂溶性的，并会在脂肪组织中积累。
美国卫生和公共服务部（DHHS）和国际癌症研究机构（IARC）认为对二氯苯是一种致癌物质，虽然没有足够的证据。美国环境保护署（EPA）设立的最高标准为饮用水中不超过75微克/升。同时对二氯苯也是EPA登记的农药。
美国职业安全和健康管理局（OSHA）关于劳动安全设立的标准是对于每天8小时，每周工作40小时的人，工作场所空气中对二氯苯不得超过75ppm。

## 外部連結
- 国际化学品安全卡0037
- Mothball sniffing warning issued （页面存档备份，存于）, BBC News, 27 July 2006